# Acromegàlia
L'acromegàlia (del grec Akros "extrema" o "extrems" i Megalos "gran" - les extremitats grans) és una síndrome que resulta quan la hipòfisi produeix l'hormona del creixement (HC) en excés després del tancament del cartílag de creixement en la pubertat. Una sèrie de trastorns poden incrementar la producció de la hipòfisi de HC, encara que amb més freqüència es tracta d'un tumor productor de HC anomenat adenoma d'hipòfisi, derivada d'un tipus diferent de cèl·lula (somatotrofa).
L'acromegàlia més comunament afecta els adults de mitjana edat, i pot comportar, desfiguracions greus, greus complicacions, i la mort prematura si no es controla. Degut a la seva patogènesi insidiosa i la lenta progressió de la malaltia és difícil de diagnosticar en les seves primeres etapes, i sol passar per alt per molts anys, fins que es detecten els canvis en les característiques externes, especialment de la cara.
L'acromegàlia sovint també s'associa amb gegantisme.